# Weiss WM-21 Sólyom
Le Weiss WM-21 Sólyom (en français : « Faucon ») était un biplan léger de bombardement et d'observation hongrois, développé au cours des années 1930 par la compagnie Manfréd Weiss (en hongrois : Weiss Manfréd Acél- és Fémművek (en)).
Il servit au cours de la Seconde Guerre mondiale dans la force aérienne de Hongrie, aux côtés d'avions obsolètes ou aux performances dépassées. Il n'était pas le meilleur avion de sa catégorie, mais avait plus de fonctionnalités que de nombreux autres modèles, ce qui lui valut un certain succès auprès des militaires hongrois.

## Conception et développement
Le WM-21 fut conçu pour remplacer le WM-16 (en), lui-même dérivé du Fokker C.V, déjà assez ancien, et fut du coup considéré comme inadapté au service opérationnel. La structure du WM-21 fut renforcée et l'avion reçut des ailes nouvelles plus efficaces. Un ski fut installé sous la queue pour réduire les longueurs nécessaires aux atterrissages sur les terrains en herbe.
Le Sólyom était un biplan dont les deux ailes étaient d'envergures différentes, propulsé par un moteur à 14 cylindres en double étoile refroidi par air Weiss WM-K-14A de 870 ch (650 kW), disposant d'un cockpit ouvert. Un total de 128 exemplaires furent produits par trois usines différentes : 25 par Manfréd Weiss, 43 par MÁVAG et 60 par MWG.

## Carrière opérationnelle
Pendant la guerre, la force aérienne royale de Hongrie utilisa 48 de ces appareils pour des missions de reconnaissance. Ils furent utilisés aux côtés de 38 Heinkel He 46 et 38 IMAM Ro.37, complétés par 13 Heinkel He 111. Ils entrèrent en service en 1939, dans les unités de reconnaissance à courte distance. Bien qu'ils furent actifs pendant le conflit de 1940 avec la Roumanie, leur première utilisation opérationnelle active eut lieu pendant l'invasion de la Yougoslavie par les forces de l'Axe, en avril 1941. Pendant l'invasion de la Yougoslavie, aucun des WM-21 ne fut perdu au combat, mais un appareil fut par contre perdu dans un accident
À partir du mois de juin 1941, ils furent utilisés pour soutenir les unités de l'armée de terre hongroise en Ukraine, puis contre les Partisans soviétiques. Un autre avion fut perdu le 29 juin, lorsque la guerre contre l'Union soviétique s'intensifia. Environ 80 appareils furent également transférés vers des unités d'entraînement lors de leur retrait des unités opérationnelles, jusqu'à leur retrait définitif du service en 1945.